# Marvel's Agents of SHIELD: Vendetta
Luke Cage Iron Fist
Marvel's Agents of SHIELD: Vendetta (Marvel's Agents of SHIELD: Slingshot) est une web-série américaine en 6 épisodes de 3 à 6 minutes
développée par Geoffrey Colo et mise en ligne intégralement le 13 décembre 2016 sur ABC.com.
C'est une série dérivée de la série télévisée Marvel : Les Agents du SHIELD et centrée sur le personnage d'Elena « Yo-Yo » Rodriguez (en).
Les six épisodes de la première saison ont tous été mis en ligne le 13 décembre 2016.
En France, la série a été diffusée à la télévision intégralement et en version originale le 1er octobre 2017 sur Série Club. Elle reste inédite dans les autres pays pays francophones.

## Synopsis
Avec la reconstruction officielle du S.H.I.E.L.D., Elena « Yo-Yo » Rodriguez, une Inhumaine collaborant avec l'agence, doit signer les Accords de Sokovie. En secret, elle part résoudre une affaire personnelle.

## Distribution
- Natalia Cordova-Buckley : Elena « Yo-Yo » Rodriguez (en)
- Clark Gregg : Phil Coulson
- Chloe Bennet : Daisy Johnson / Quake
- Ming-Na Wen : Melinda May (en)
- Jason O'Mara : Jeffrey Mace
- Iain De Caestecker : Leo Fitz
- Elizabeth Henstridge : Jemma Simmons (en)
- Henry Simmons (en) : Alphonso « Mack » MacKenzie (en)
- Yancey Arias : Victor Ramon

## Épisodes
1. (en) [vidéo] « Vendetta », sur YouTube
2. (en) [vidéo] « John Hancock », sur YouTube
3. (en) [vidéo] « Progress », sur YouTube
4. (en) [vidéo] « Reunion », sur YouTube
5. (en) [vidéo] « Deal Breaker », sur YouTube
6. (en) [vidéo] « Justicia », sur YouTube

## Production

### Développement
Natalia Cordova-Buckley révèle le 5 décembre 2016 qu'une bande-annonce suivra la diffusion de l'épisode The Laws of Inferno Dynamics. Colo indique après la révélation du spin-off que le projet d'une web-série dérivée était prévu de longue date mais qu'il fallait attendre le bon moment au niveau de la série Les Agents du S.H.I.E.L.D. et des films.

### Casting
La distribution principale de la saison 4 de Agents of SHIELD apparait dans la web-série (Clark Gregg, Jason O'Mara, Henry Simmons, Chloe Bennet, Ming-Na Wen, Iain De Caestecker et Elizabeth Henstridge).
Yancey Arias reprend son rôle de Victor Ramon, qu'il avait déjà endossé dans la saison 3 d'Agents of S.H.I.E.L.D.
,,.

### Tournage
Le PDG de Marvel Comics Joe Quesada fait ses débuts de réalisateur en prenant en charge le storyboard et la réalisation du premier épisode.

## Sortie
Les six épisodes d'Agents of S.H.I.E.L.D.: Slingshot ont été mis en ligne simultanément sur ABC.com,, l'application mobile d'ABC, le site Marvel.com, et les chaînes Youtube de ABC et Marvel Entertainment le 13 décembre 2016.